# 1818 Market Street
1818 Market Street je mrakodrap v pensylvánském městě Filadelfie. Má 37 pater a výšku 152 metrů, je tak 11. nejvyšší ve městě. Byl dokončen v roce 1974 podle návrhu architektonické firmy Ewing Cole Cherry Brott. V budově jsou převážně kancelářské prostory, které obsluje celkem 19 výtahů. Mezi nájemníky patří firmy Merrill Lynch, Northwestern Mutual, Booz Allen Hamilton, ABN Amro, Swiss Re a několik dalších.